# 乐府 (官府)
乐府是中国古代一個负责收集音乐、诗歌以及表演這些作品的機構。
在汉武帝时期 ，樂府的地位和影响达到了顶峰，漢武帝对音樂和詩歌等這方面的內容特别感兴趣，自己也在這方面投入了不少精力。
樂府從民間收集或親自創作的詩都有類似的形式和主題，因此有後人根據樂府收集和創作的詩進行模仿創作，並把這些風格的詩也稱為樂府以及歸為舊體詩的流派之一。樂府是汉诗的重要組成部分，此外建安诗歌、早期的六朝詩歌以及晚唐诗也有不少樂府。白居易、元稹、李紳等人一度發起新樂府運動。

## 史前神话
在中国神话中就已提到负责管理音乐的官员。黄帝任命伶倫擔任樂官。作为樂官，伶倫似乎负责设计乐器和监督乐器的制作以及发展完善音阶。後來舜又任命了夔为樂官。此後有不少著名在宮廷機構任職的樂師，如師延和師曠。

## 历史
在西周至春秋時期，官府就已採集民間詩歌，這些詩歌後來被匯總在詩集著作《詩經》裡面。根據已知的考古證據，最早的官方音樂管理機構出現在战国时期的齐国。
樂府在汉武帝時期蓬勃发展。 李延年曾擔任管理樂器的协律都尉。人们普遍认为漢武帝在公元前120年创建了樂府，但是，似乎很可能在之前就有一个长期存在的音乐管理機構，只是漢武帝扩大了音乐管理機構的规模和管轄范围，并可能对其重新命名為樂府，因而看起来像是漢武帝開設了新的音樂管理機構。樂府的任务是收集汉朝各个地区的流行詩歌并进行适當编排以及創作新的詩歌作品。历史学家班固在他的《汉书》中指出，樂府隶属于少府管轄。漢武帝還曾专门委托司马相如創作賦。
樂府在公元前7年被汉哀帝解散，部分原因是出于经济考虑。當時樂府內已经有近830名音乐家和舞者。此外漢哀帝不喜歡聲色，這也是漢哀帝廢除樂府的重要原因之一。此後很长一段时间樂府没有恢复。在唐代，有音樂機構负责为长安舉辦的節日慶祝活動作曲。1102年，宋徽宗設立大晟乐府，當時大晟乐府內有785名音乐家和舞蹈家。

## 对诗歌的影响
由于樂府所採集的詩形成了一种特殊的诗的风格，因而这种风格的诗被称为樂府詩，或簡称为乐府。後世包括萧统的文選和徐陵的玉臺新詠收錄了一些漢代的樂府詩，然而收錄樂府詩的著作中集大成者當屬郭茂谦的乐府诗集，在郭的著作中還收錄了提及花木蘭的南北朝的樂府詩。 

## 另見
- 舊體詩
- 格律
- 汉哀帝
- 汉武帝
- 郭茂倩
- 汉朝
- 汉朝诗
- 花木兰
- 建安诗歌
- 中国音乐
- 梨园
- 秦朝
- 齐国

### 引文
1. ↑  Yang, 73 and 169-170
2. ↑  Wu, 99 and 255-256
3. ↑  Frankel, 215-216 and Yip, 31
4. ↑  Yip, 66
5. 1 2 3  Birrell, 6
6. ↑  Birrell, 5-6
7. 1 2  Dillon, Michael. . Routledge. 24 February 1998: 224–225  [2020-02-28]. ISBN 978-0700704392. （原始内容存档于2017-12-06）.
8. ↑  Birrell, 7
9. ↑  Birrell, 6-7
10. ↑  Birrell, 6 and note 14 p. 175
11. ↑  Birrell, 6 and note 15, p. 175
12. ↑  . 人民網. （原始内容存档于2020-02-28）.
13. ↑  Birrell, 8

### 资料来源
- Birrell, Anne (1988). Popular Songs and Ballads of Han China. (London: Unwin Hyman). ISBN 0-04-440037-3.
- Frankel, Hans H. (1978). The Flowering Plum and the Palace Lady. (New Haven and London: Yale University Press) ISBN 0-300-02242-5
- Gimm, Martin (1966). Das Yüeh-fu tsa-lu des Tuan An-chieh. Wiesbaden: Harrassowitz, 631 p.
- Hawkes, David, translation, introduction, and notes (2011 [1985]). Qu Yuan et al., The Songs of the South: An Ancient Chinese Anthology of Poems by Qu Yuan and Other Poets. London: Penguin Books. ISBN 978-0-14-044375-2
- Wu, K. C. (1982). The Chinese Heritage. New York: Crown Publishers. ISBN 0-517-54475X.
- Yang, Lihui, et al. (2005). Handbook of Chinese Mythology. New York: Oxford University Press. ISBN 978-0-19-533263-6
- Yip, Wai-lim  (1997). Chinese Poetry: An Anthology of Major Modes and Genres . (Durham and London: Duke University Press). ISBN 0-8223-1946-2